# Poco Mandasawu
O Poco Mandasawu é um domo de lava e a mais alta montanha da ilha Flores, na Indonésia. Tem 2370 m de altitude e de proeminência topográfica.